# Mitrofan II (biskup riazański)
Mitrofan, imię świeckie nieznane (zm. 1598) – rosyjski biskup prawosławny.

## Życiorys
Prawdopodobnie przed chirotonią biskupią był przełożonym Ławry Troicko-Siergijewskiej z godnością archimandryty. Na biskupa riazańskiego został wyświęcony w 1584 przez metropolitę moskiewskiego Dionizego.
W styczniu 1589 brał udział w soborze, który potwierdził podniesienie metropolii moskiewskiej do rangi patriarchatu i mianował pierwszego patriarchę Hioba (dotychczasowego metropolitę moskiewskiego). W tym samym roku biskup Mitrofan otrzymał godność arcybiskupią.
W Riazaniu zaczął przebudowę kompleksu katedralnego soboru Zaśnięcia Matki Bożej. Zmarł w 1598.